# سمك طائر أزرق
سمك طائر أزرق  أو خُطَّاف المتوسط (الاسم العلمي: Volitans Exocoetus)، والمعروف أيضًا باسم سمك طائر استوائي ذو الجناحين ،  هو نوع من أنواع الأسماك شعاعيات الزعانف التي يعتبر موطنها الأصلي البحار الاستوائية وشبه الاستوائية. تستطيع هذه الأسماك التزلق فوق سطح البحر من أجل الهروب من الحيوانات المفترسة.

## الوصف
الحد الأقصى لطول هذه الأسماك يبلغ حوالي 30 سنتيمتر (12 بوصة)، ولكن يعتبر الطول الأكثر شيوعا لها هو حوالي 20 سنتيمتر (8 بوصة). لا تحتوي الزعنفة الظهرية على أشواك، وتحتوي على حوالي 12 إلى 15 أشعة زعنفية ناعمة، والزعنفة الشرجية لا تحتوي على أي أشواك أيضًا وتحتوي على حوالي 12 إلى 14 أشعة زعنفية ناعمة. الزعانف الصدرية الكبيرة بشكل استثنائي التي تتواجد لدى هذا النوع من الأسماك، تمكنها من الانزلاق لمسافات طويلة فوق وعبر سطح الماء. لون الأجزاء العليا من جسم هذه الأسماك هو أزرق داكن قزحي بينما لون البطن هو أبيض-فضي. ولون الزعانف الصدرية وزعانف الذيل هو رمادي، بينما الزعانف الأخرى عديمة اللون. أحيانًا، يكون جسد الأسماك اليانعة التي لم تصل جيل البلوغ، مخطط باللون الأسود. يمكن تمييز هذا النوع من الأسماك عن أسماك الطائر المحيطي ذو الجناحين (الاسم العلمي: Exocoetus obtusirostris) من خلال الأنف؛ أنف الأسماك المحيطية الطائرة ذات الجناحين يعتبر أقل حدة، ويكون موقع نقطة بداية الزعنفة الشرجية لدى الأسماك الطائرة الزرقاء خلف موقع نقطة بداية الزعنفة الظهرية.

## توزيعه وموائله
السمك الطائر الأزرق موجود في المناطق الاستوائية وشبه الاستوائية في جميع محيطات العالم. يشمل نطاق ومدى تواجدها المناطق الآتية: البحر الكاريبي والجزء الغربي من البحر الأبيض المتوسط، لكنها نادرة التواجد في خليج المكسيك، ونادرة التواجد بشكل خاص في البحار الداخلية الموجودة جنوب شرق آسيا مثل بحر سيليبس، بحر سولو، وبحر فلوريس. تتواجد هذه الأسماك على سطح وجه المياه في المحيطات المفتوحة والمناطق القريبة من الساحل.

## علم البيئة

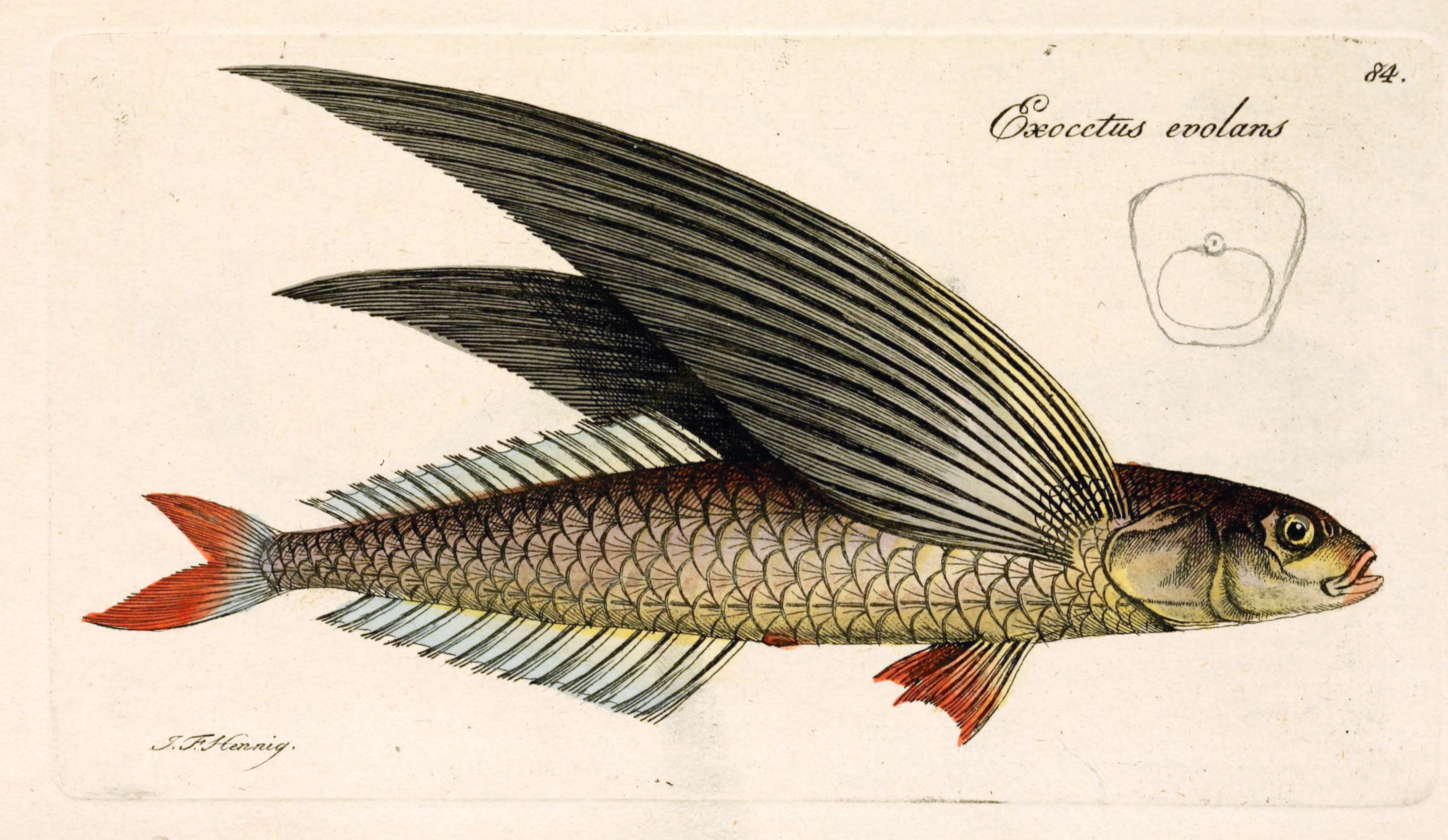
رسم توضيحي لهذا النوع من السمك بواسطة Marcus Elieser Bloch

يتغذى السمك الطائر الأزرق على القشريات، مثل أنواع مجدافيات الأرجل، والمخلوقات الأخرى من أنواع العوالق. تقوم الإناث بوضع مجموعة من البيوض التي يبلغ عدد البيض بها حوالي 300 أو 400 بيضة؛ حيث تضعها الأنثى في المياه المفتوحة. هذه الأسماك تطلق نفسها أحيانا في الهواء كمحاولة للهروب من الحيوانات التي من الممكن أن تفترسها مثل أسماك التونة، أسماك القريق، الاسقمري الافعواني، وسمك قوس قزح. ولكن، مع ذلك؛ عندما تقوم هذه الأسماك بالقفز فوق سطح المياه للهروب؛ تقوم بتعريض نفسها لمجموعة أخرى مختلفة من الحيوانات التي من الممكن أن تفترسها، مثل طيور النورس وطيور أخرى من الغاقيات وطيور مائية وبحرية أخرى. غالبًا ما يخرج هذا النوع من الأسماك من الماء في مجموعات وأحيانًا ينتهي به الأمر بالهبوط على سطوح القوارب. السمك الطائر الأزرق لديه مستوى عال من التشابه الجيني الناجم عن معدل تدفق جيني مرتفع ومستوى عال من الازدياد بأعداده في الآونة الأخيرة.

## الحالة
هذا النوع من الأسماك الطائرة موجودة بوتيرة وفيرة في الأجزاء الاستوائية وشبه الاستوائية الموجودة في جميع المحيطات. لا يتم صيدها بشكل تجاري، ولم يتم تحديد أي تهديدات معينة من الممكن أن تُشكل تهديد لأعداد هذا النوع من الأسماك، لذلك؛ قام الاتحاد الدولي لحفظ الطبيعة بتقييم حالة الحفظ الخاصة بهذه الأسماك وبالتالي صنف هذا النوع تحت «مصدر قلق أقل».